# Peters International 1995
Peters International 1995 — тенісний турнір, що проходив на відкритих кортах з твердим покриттям NSW Tennis Centre у Сіднеї (Австралія). Належав до серії World в рамках Туру ATP 1995, а також до серії Tier II в рамках Туру WTA 1995. Тривав з 9 до 15 січня 1995 року.

## Фінальна частина

### Одиночний розряд, чоловіки
Патрік Макінрой —  Річард Фромберг 6–2, 7–6(7–4)
- Для Макінроя це був 1-й титул за рік і 15-й - за кар'єру.

### Одиночний розряд, жінки
Габріела Сабатіні —  Ліндсі Девенпорт 6–3, 6–4
- Для Сабатіні це був 1-й титул за рік і 37-й — за кар'єру.

### Парний розряд, чоловіки
Тодд Вудбрідж /  Марк Вудфорд —  Тревор Кронеманн /  Девід Макферсон 7–6, 6–4
- Для Вудбріджа це був 1-й титул за рік і 28-й - за кар'єру. Для Вудфорда це був 1-й титул за рік і 33-й - за кар'єру.

### Парний розряд, жінки
Ліндсі Девенпорт /  Яна Новотна —  Патті Фендік /  Мері Джо Фернандес 7–5, 2–6, 6–4
- Для Девенпорт це був 1-й титул за рік і 6-й — за кар'єру. Для Новотної це був 1-й титул за рік і 64-й — за кар'єру.